# Itagaki Taisuke
Bá tước Itagaki Taisuke (板垣 退助 Bản Viên Thoái Trợ,  ngày 21 tháng 5 năm 1837 – ngày 16 tháng 7 năm 1919) là một quân nhân, chính trị gia và lãnh đạo Phong trào Tự do và Dân quyền (自由民権運動 Jiyū Minken Undō), tổ chức này phát triển thành đảng phái chính trị đầu tiên của Nhật Bản. Hình ảnh của ông được in trên tờ tiền 100 yên năm 1953.

## Tiểu sử

### Thân thế

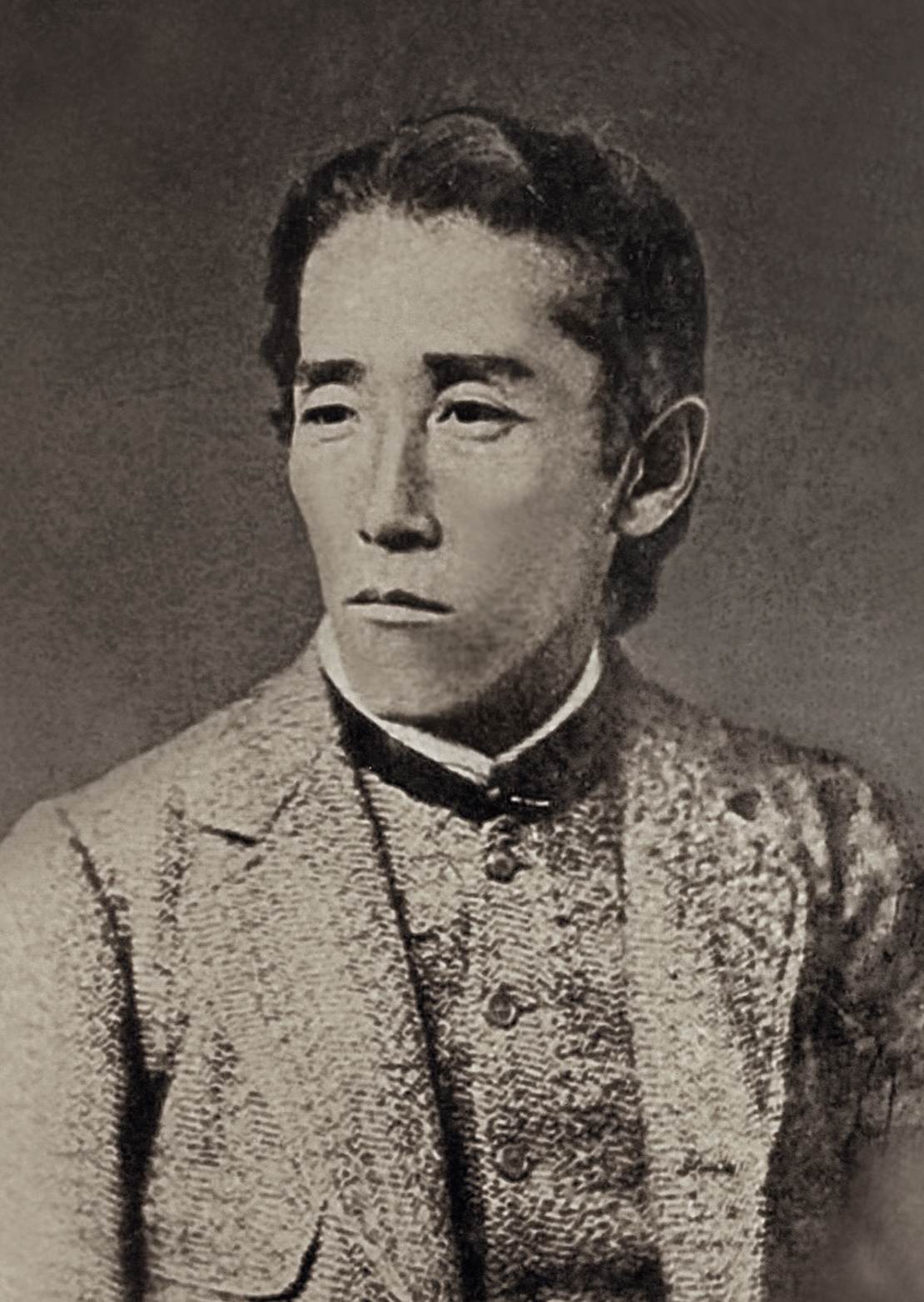
Ảnh chụp năm 1880 (44 tuổi)

Itagaki Taisuke chào đời trong một gia đìn samurai cấp trung tại phiên Tosa, (nay là Kōchi), sau khi đi học ở Kōchi và Edo, ông được bổ nhiệm làm sobayonin cho daimyō của Tosa là Yamauchi Toyoshige, và phụ trách kế toán và các vấn đề quân sự tại dinh thự Edo của phiên vào năm 1861. Ông không đồng ý với chính sách chính thức của phiên mình về kōbu gattai (Công vũ hợp thể, tư tưởng hòa giải giữa Triều đình Thiên hoàng và Mạc phủ Tokugawa), và trong năm 1867–1868, ông tới gặp Saigō Takamori của phiên Satsuma, và đồng ý cam kết Tosa trợ giúp lật đổ Tướng quân trong cuộc Minh Trị Duy tân sắp tới. Trong chiến tranh Boshin, ông nổi lên như một nhân vật chính trị chính từ phiên Tosa với tư cách là một thủ lĩnh của đội dân binh Jinshotai, và giữ chức vụ trong chính phủ Minh Trị mới sau thất bại của gia tộc Tokugawa.

### Hoat động chính trị thời Minh Trị

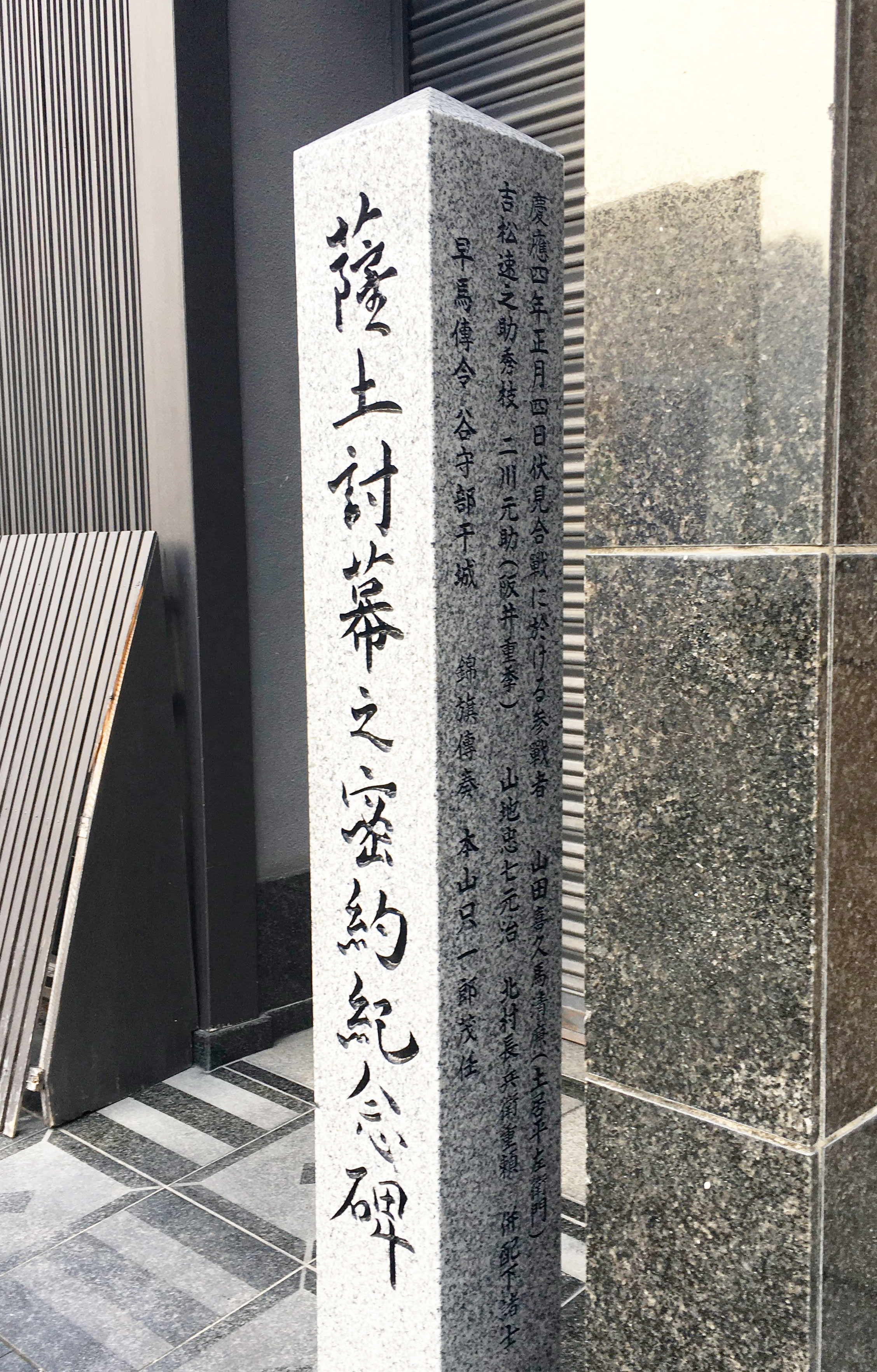
Đài tưởng niệm Satsu Do Toubaku no Mitsuyaku
(Gion, Kyoto, Nhật Bản)

Itagaki được bổ nhiệm làm Tham dự vào năm 1869, và đã tham gia vào một số cải cách quan trọng, chẳng hạn như bãi bỏ hệ thống phiên trấn vào năm 1871. Với tư cách là một sangi (Tham nghị), ông điều hành chính phủ tạm thời trong thời gian vắng mặt của sứ tiết Iwakura.
Tuy nhiên, Itagaki xin từ chức vào năm 1873 do không đồng ý với chính sách kiềm chế của chính phủ đối với Triều Tiên (Seikanron) và nói chung là phản đối sự thống trị chính phủ mới của phiên phiệt Chōshū-Satsuma.
Năm 1874, cùng với Gotō Shōjirō của Tosa và Etō Shinpei và Soejima Taneomi của Hizen, ông thành lập Aikoku Kōtō (Ái quốc Công đảng), tuyên bố, "Chúng ta, ba mươi triệu người ở Nhật Bản đều được ban cho một số quyền nhất định như nhau, trong đó có quyền hưởng thụ và bảo vệ cuộc sống và tự do, có được và sở hữu tài sản, kiếm kế sinh nhai và mưu cầu hạnh phúc. Những quyền này được Thiên nhiên ban tặng cho tất cả nam giới, và do đó, không thể bị tước đoạt bởi quyền lực của bất kỳ người nào." Lập trường chống chính phủ này thu hút những tàn dư bất mãn của tầng lớp samurai và tầng lớp quý tộc nông thôn (những người phẫn nộ với thuế tập trung) và nông dân (những người bất mãn với giá cả tăng cao và thu nhập thấp). Sự tham gia của Itagaki vào chủ nghĩa tự do đã cho nó tính hợp pháp chính trị ở Nhật Bản, và ông trở thành nhà lãnh đạo thúc đẩy cải cách dân chủ.
Itagaki và các hiệp hội của ông đã tạo ra nhiều tổ chức khác nhau để kết hợp các đặc tính của samurai với chủ nghĩa tự do phương Tây và kích động lập quốc hội, hiến pháp thành văn và các giới hạn đối với việc thực thi quyền lực tùy tiện của chính phủ. Chúng bao gồm Risshisha (Phong trào Tự lực) và Aikokusha (Hội những người yêu nước) vào năm 1875. Sau khi các vấn đề về kinh phí dẫn đến sự đình trệ ban đầu, Aikokusha đã được hồi sinh vào năm 1878 và ngày càng trở nên thành công như một phần của Phong trào Tự do và Dân quyền. Phong trào đã thu hút sự phẫn nộ của chính phủ và những người ủng hộ nó.

### Lãnh đạo Đảng Tự do

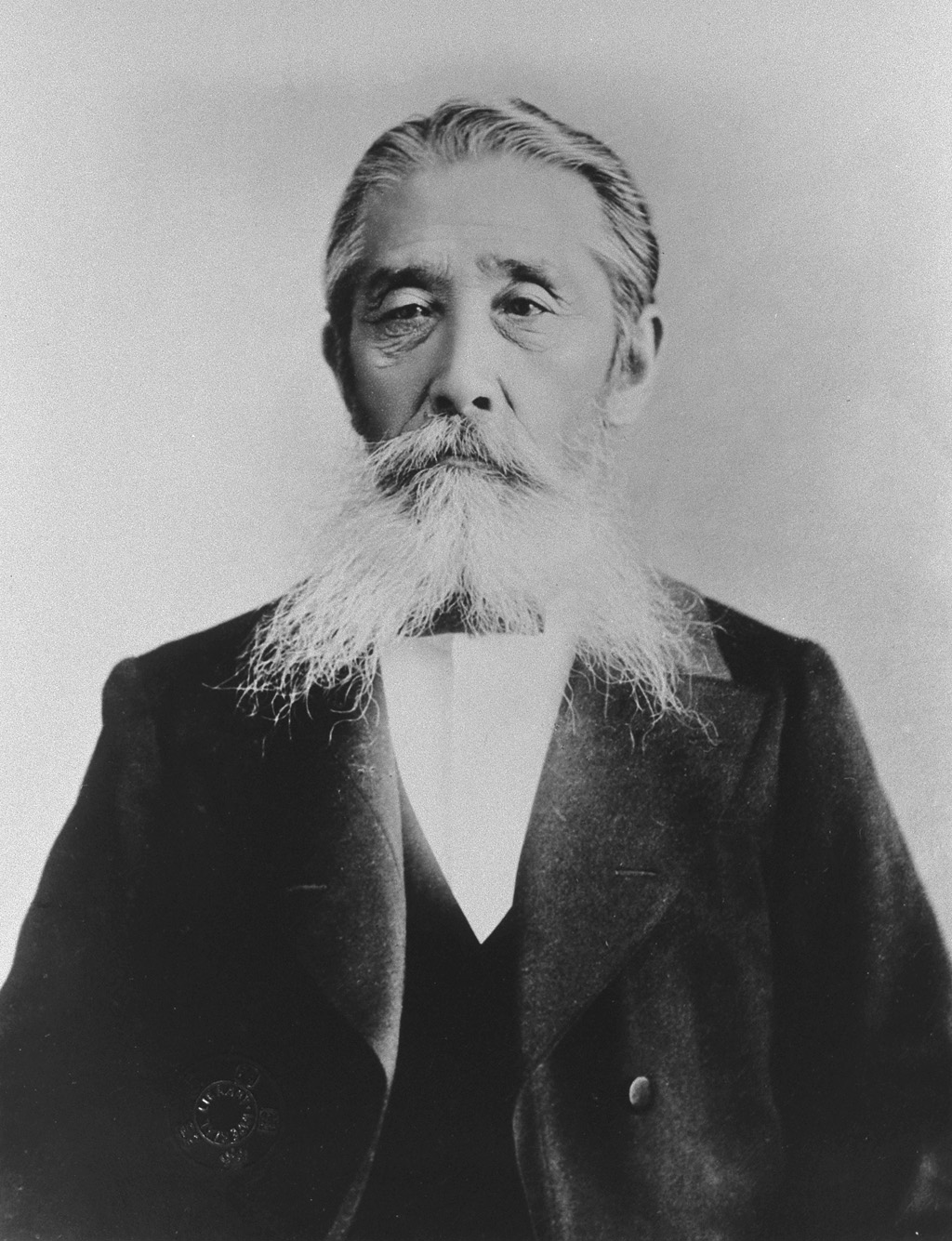
Ảnh chụp năm 1906
(khoảng 70 tuổi)

Các nhà lãnh đạo chính phủ đã gặp nhau tại Hội nghị Osaka năm 1875, trong đó bảy trường học được thành lập dưới ảnh hưởng của Itagaki đã cử phái đoàn, và các đại biểu khác nhau đã ký kết một thỏa thuận theo đó họ cam kết tuân theo nguyên tắc của một chế độ quân chủ lập hiến và một hội đồng lập pháp. Họ lôi kéo Itagaki trở lại với tư cách là một sangi (Tham nghị): tuy vậy, ông đã từ chức sau vài tháng để phản đối điều mà ông coi là tập trung quyền lực quá mức vào Genrōin (Nguyên lão viện). Itagaki chỉ trích chính phủ cùng lúc vì đang bị đe dọa bởi Cuộc nổi dậy Satsuma năm 1877, khiến nội các chống lại ông. Sau đó, luật pháp được tạo ra nhằm hạn chế tự do ngôn luận và liên kết.
Để đáp lại, Itagaki cùng với Numa Morikazu đứng ra thành lập Đảng Tự do (Jiyuto) năm 1881, cùng Rikken Kaishintō, dẫn dắt sự bất bình của toàn quốc trong năm 1880–1884. Trong thời kỳ này, một sự rạn nứt đã phát triển trong phong trào đấu tranh giữa các thành viên của tầng lớp thấp hơn và giới lãnh đạo quý tộc của đảng. Itagaki bị cuốn vào cuộc tranh cãi khi ông thực hiện một chuyến đi đến châu Âu được nhiều người tin rằng do chính phủ tài trợ. Chuyến đi hóa ra được Công ty Mitsui chu cấp, nhưng những nghi ngờ rằng Itagaki được phe chính phủ âm thầm giúp đỡ vẫn tồn tại dai dẳng. Do đó, các nhóm chia rẽ cực đoan đã sinh sôi nảy nở, phá hoại sự thống nhất của đảng và Phong trào. Itagaki được phong tước vị Bá tước (Hakushaku) vào năm 1884, khi hệ thống đẳng cấp mới gọi là kazoku (hoa tộc) được thành lập, nhưng ông chỉ chấp nhận với điều kiện là danh hiệu không được chuyển cho những người thừa kế. Năm 1882, Itagaki suýt bị ám sát bởi một chiến binh cánh hữu mà ông ta cho rằng, "Itagaki có thể chết, nhưng tự do thì không!"
Đảng Tự do tự giải tán vào ngày 29 tháng 10 năm 1884. Nó được tái lập ngay trước khi bắt đầu vào Quốc hội năm 1890 với tên gọi Rikken Jiyūtō. Tháng 4 năm 1896, Itagaki tham gia chính quyền Itō lần thứ hai với tư cách là Bộ trưởng Nội vụ. Năm 1898, Itagaki tham gia với Ōkuma Shigenobu của Shimpotō hình thành nên Kenseitō, và là chính phủ đảng phái đầu tiên của Nhật Bản. Ōkuma trở thành Thủ tướng, và Itagaki tiếp tục giữ chức Bộ trưởng Nội vụ. Nội các sụp đổ sau bốn tháng tranh cãi giữa các phe phái, thể hiện sự non nớt của nền dân chủ nghị viện vào thời điểm đó ở Nhật Bản. Itagaki từ giã chính trường vào năm 1900 và dành những ngày còn lại của đời mình vào việc viết lách. Ông mất vì nguyên nhân tự nhiên vào năm 1919.

### Di sản

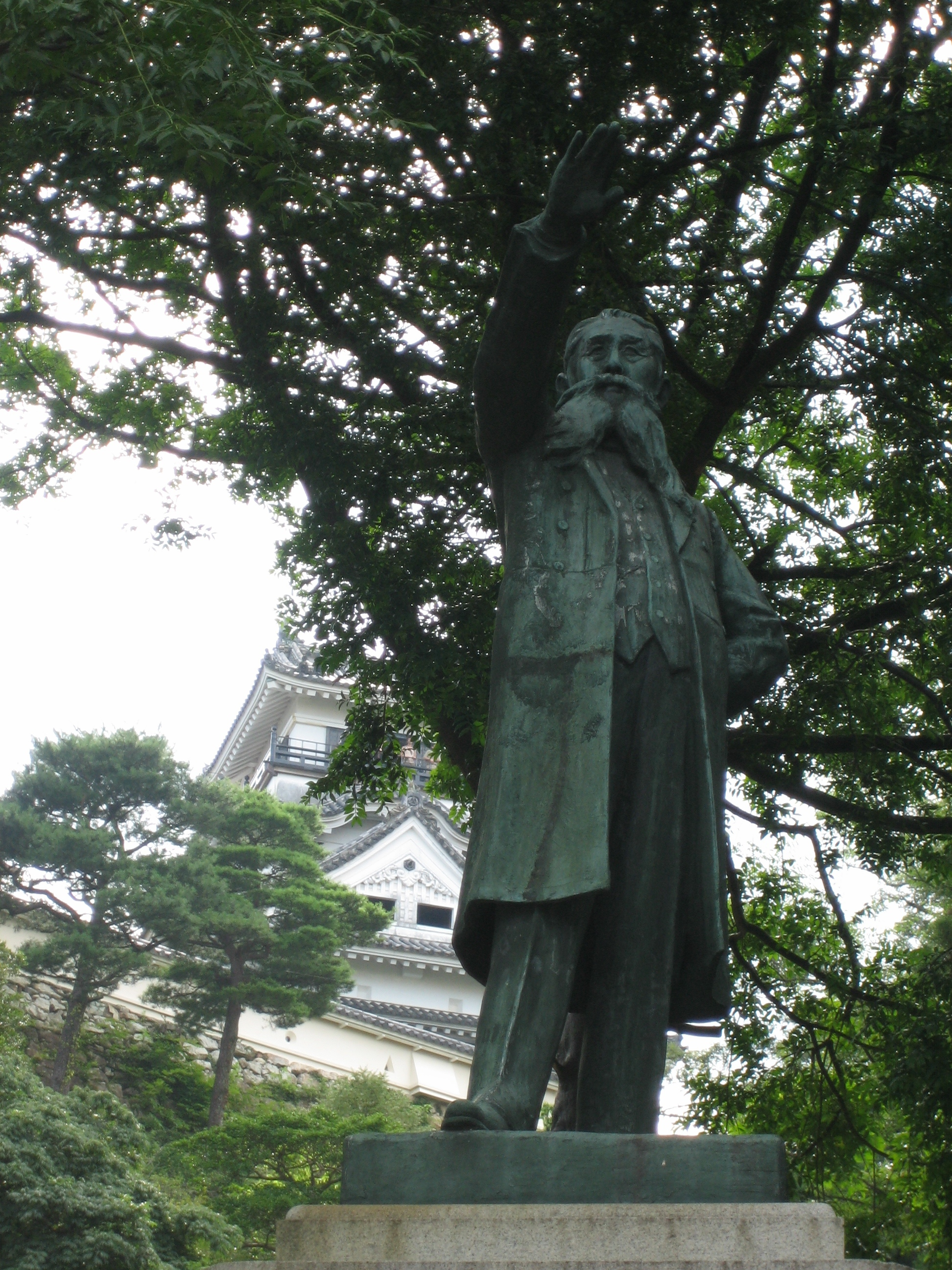
Tượng Itagaki Taisuke trong lâu đài Kochi.

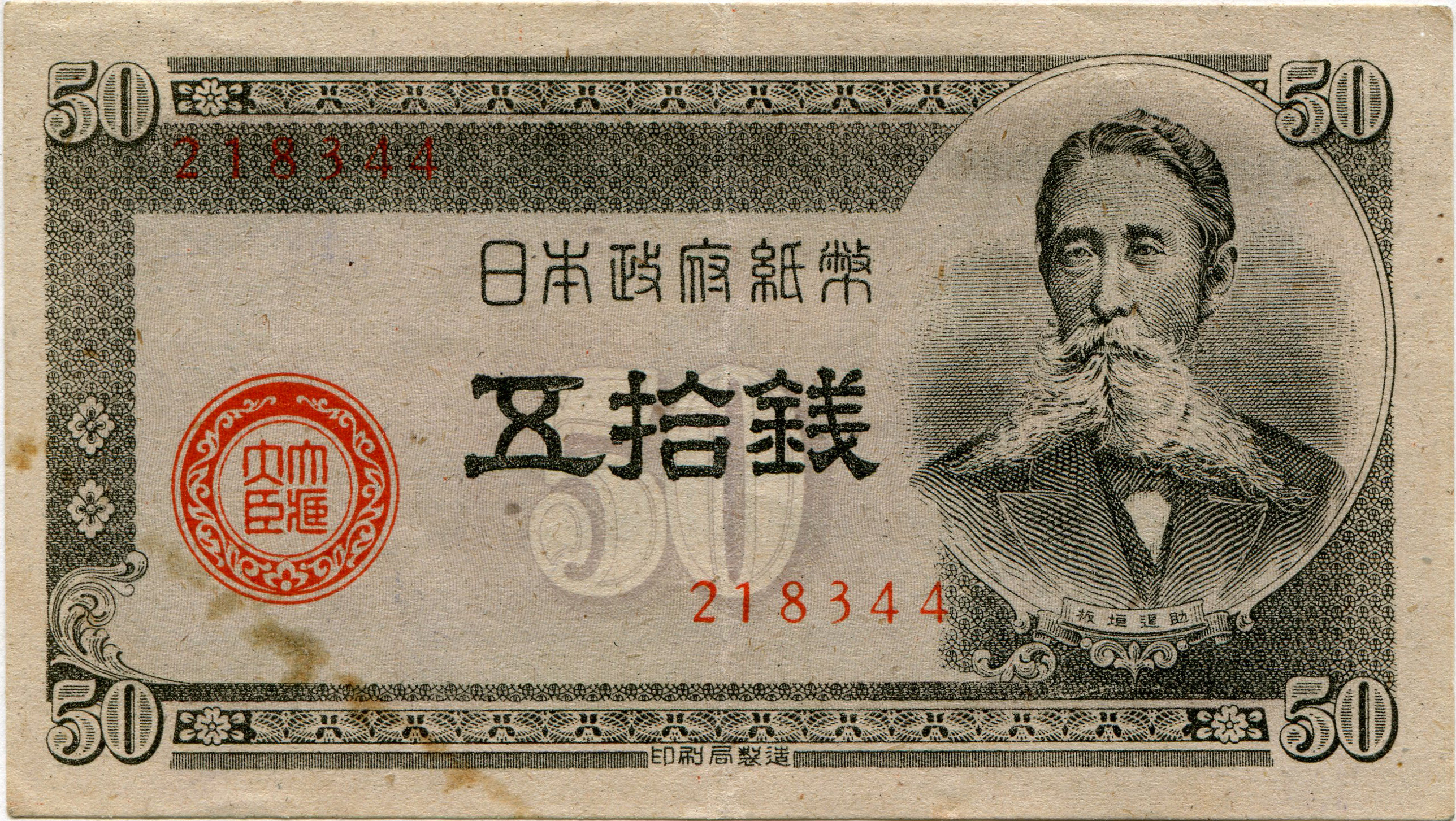
Trên tờ tiền 50 sen cũ

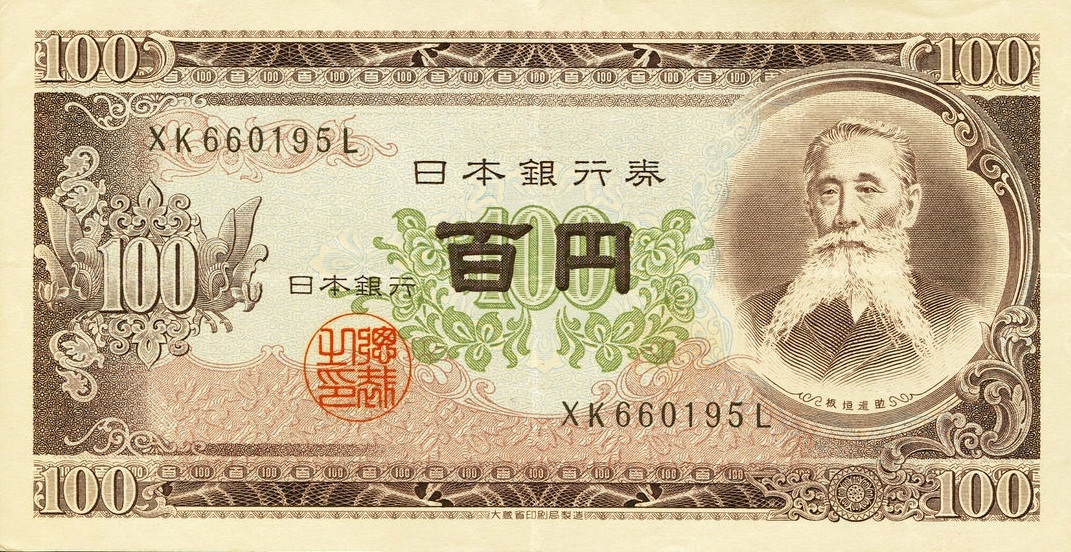
Trên tờ tiền 100 yên cũ

Itagaki được coi là nhà lãnh đạo đảng đầu tiên và là lực lượng quan trọng cho chủ nghĩa tự do ở Nhật Bản thời Minh Trị. Chân dung của ông đã xuất hiện trên tiền 50 sen và 100 yên do Ngân hàng Trung ương Nhật Bản phát hành.

## Gia đình
- Vợ 1:(con gái của samurai phiên Tosa) em gái của Hayashi Masunojo Masamori. (Không rõ tên)
- Vợ 2:(con gái thứ hai của samurai phiên Tosa tên Nakayama Yaheiji Hidemasa) (Không rõ tên)
- Vợ 3: Rin (con gái của samurai phiên Tosa tên Kotani Zengoro) Sinh ngày 10 tháng 9 năm 1840. Kết hôn năm 1859. Mất ngày 28 tháng 6 năm 1885.
- Vợ 4: Kinuko, con gái nuôi của Tử tước Fukuoka Takachika. Con gái thứ 7 của Araki Isoji. Sinh ngày 8 tháng 6 năm 1859. Kết hôn ngày 6 tháng 3 năm 1889. Mất ngày 13 tháng 4 năm 1938.
- Trưởng nam:Itagaki Hokotaro - Sinh ngày 4 tháng 7 năm 1868. Họ bên nhà mẹ là Kotani.
- Thứ nam thứ 2:Inui Seishi - Sinh ngày 18 tháng 4 năm 1868. Mẹ là Yaku, con gái của bác sĩ Hagiwara Fukusai.
- Thứ nam thứ 3:Araki Magozaburo - Sinh ngày 6 tháng 10 năm 1885. Mẹ là Kinu, con gái thứ 7 của Araki Isoji. (được sinh ra trước khi bà mẹ kết hôn với Itagaki.)
- Thứ nam thứ 4:Itagaki Masami - Sinh ngày 4 tháng 4 năm 1889. Họ bên nhà mẹ là Fukuoka. (có cùng mẹ với Magozaburo.)
- Thứ nam thứ 5:Inui Muichi - Sinh ngày 14 tháng 11 năm 1897. Họ bên nhà mẹ là Fukuoka.
- Trưởng nữ:Hyo - Kết hôn với Kataoka Kumanosuke. Sinh ngày 4 tháng 8 năm 1860. Họ bên nhà mẹ là Kotani.
- Thứ nữ thứ 2:Gun - Kết hôn với Miyaji Shigeharu. Sinh ngày 20 tháng 4 năm 1864. Họ bên nhà mẹ là Kotani.
- Thứ nữ thứ 3:Yen - Ly hôn với Yasukawa Jinichi lần thứ nhất. Sau đó, tái hôn với nhiếp ảnh gia Ogawa Kazuma. Sinh ngày 16 tháng 5 năm 1872. Họ bên nhà mẹ là Kotani.
- Thứ nữ thứ 4:Chiyoko - Kết hôn với Asano Taijiro (Asano Souichiro Jr.). Sinh ngày 12 tháng 4 năm 1893. Họ bên nhà mẹ là Fukuoka.
- Thứ nữ thứ 5:Ryoko - Kết hôn với Oyama Tomoe. Sinh ngày 1 tháng 1 năm 1895. Họ bên nhà mẹ là Fukuoka.